# 예산 개심사 금동여래좌상
예산 개심사 금동여래좌상(禮山 開心寺 金銅如來坐像)은 대한민국 충청남도 예산군 덕산면 사천리, 수덕사 근역성보관에 있는 고려시대의 불상이다. 2003년 10월 30일 충청남도의 문화재자료 제385호로 지정되었다.

## 개요
개심사 금동여래좌상은 전체높이 20cm, 폭 12cm이며, 옷은 양어깨를 다 덮는 통견의에 두 손을 맞잡은 선정인의 수인을 취하고 있다.
통견의에 선정인의 수인을 한 불상은 흔하지 않으며 개심사라는 출처가 확인되는 점에서 매우 중요한 가치를 지니고 있어 불교미술사 등 학술적 연구의 귀중한 자료로 평가된다.

## 참고 자료
- 개심사 금동여래좌상 - 국가유산청 국가유산포털